# Lecythis holcogyne
Lecythis holcogyne är en tvåhjärtbladig växtart som beskrevs av Scott A. Mori. Lecythis holcogyne ingår i släktet Lecythis och familjen Lecythidaceae. Inga underarter finns listade i Catalogue of Life.